# Karen Shinkins
Karen Shinkins (Irlanda, 15 de octubre de 1976) es una atleta irlandesa retirada especializada en la prueba de 400 m, en la que consiguió ser medallista de bronce europea en pista cubierta en 2002.

## Carrera deportiva
En el Campeonato Europeo de Atletismo en Pista Cubierta de 2002 ganó la medalla de bronce en los 400 metros, con un tiempo de 52.17 segundos, tras la rusa Natalya Antyukh (oro con 51.65 segundos) y la alemana Claudia Marx.